# Мирная миссия — 2009
Российско-китайские военные учения «Мирная миссия — 2009» — вторые совместные военные учения РФ и КНР, которые проходили с 22 по 26 июля в России и Китае.
По словам руководителя учениями с российской стороны, заместителя главнокомандующего Сухопутными войсками России генерал-лейтенанта Александра Студеникина, в манёврах с обеих сторон приняло участие около 3 тысяч военнослужащих, около 300 единиц наземной техники и свыше 40 самолётов и вертолётов.

## Цели и задачи
По словам замначальника Главного штаба Сухопутных войск РФ генерал-лейтенанта Сергея Антонова, «замысел учений, их тематика, в основном антитеррористическая».

## Ход учений
По сценарию учений, незаконные вооружённые формирования захватили населённый пункт Куаньшаньчжень. Задача подразделений сухопутных войск России и Китая — провести совместную операцию по уничтожению террористов. Часть учений проходила на полигоне Таонань Шэньянского военного округа.
Операция по уничтожению боевиков и освобождению заложников заняла 1 час 20 минут. Учения закончились парадом, в котором приняли участие все задействованные в операции соединения.

## Происшествия
В ходе учений разбился китайский истребитель-бомбардировщик JH-7A. Оба члена экипажа погибли.